# Teoria delle rappresentazioni del gruppo di Lorentz

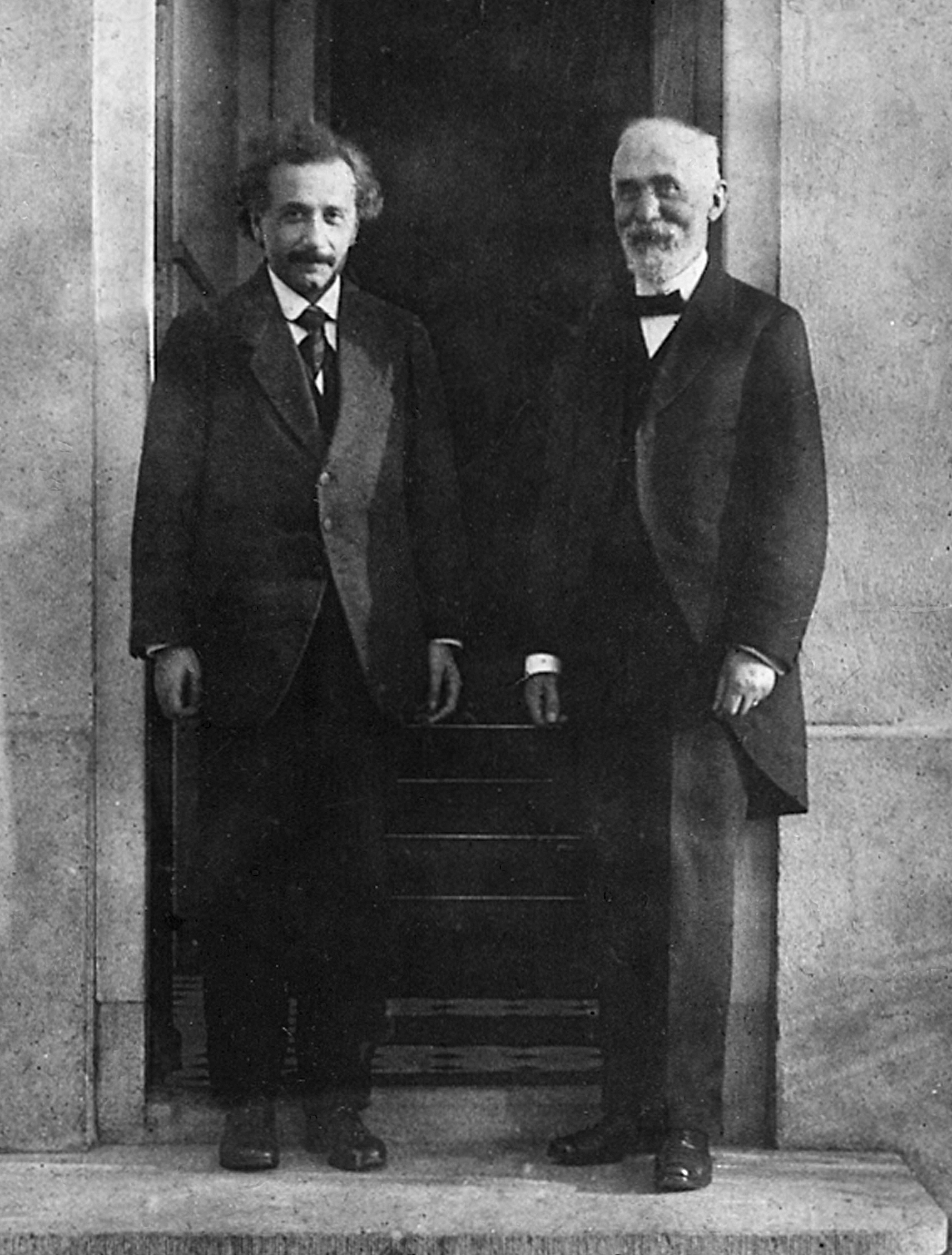
Hendrik Antoon Lorentz (a destra), da cui il gruppo di Lorentz prende il nome, e Albert Einstein la cui teoria della relatività ristretta iè la maggiore fonte di applicazioni. Foto scattata da Paul Ehrenfest nel 1921.

Il gruppo di Lorentz è un gruppo di Lie delle simmetrie dello spaziotempo in relatività ristretta. Questo gruppo può essere considerato come una collezione di matrici, trasformazioni lineari, o operatori unitari su un certo spazio di Hilbert; ha una grande varietà di rappresentazioni. Questo gruppo è importante perché la relatività ristretta e la meccanica quantistica sono le due teorie fisiche meglio definite, e la congiunzione di queste due teorie è lo studio delle rappresentazioni unitarie infinito-dimensionali del gruppo di Lorentz.

## Sviluppo
La teoria completa delle rappresentazioni finito-dimensionale dell'algebra di Lie del gruppo di Lorentz viene dedotta usando il framework generale della teoria delle rappresentazioni delle algebre di Lie semisemplici. Le rappresentazioni finito-dimensionali della componente connessa {\displaystyle {\text{SO}}(3;1)^{+}} del gruppo di Lorentz completo O(3; 1) si ottengono applicando la corrispondenza di Lie (tra algebra e gruppo) e le matrici esponenziali. La completa teoria delle rappresentazioni finito-dimensionali del gruppo di ricoprimento universale (e anche del gruppo di spin, un ricoprimento doppio) {\displaystyle {\text{SL}}(2,\mathbb {C} )} di {\displaystyle {\text{SO}}(3;1)^{+}} si ottiene ed è data esplicitamente in termini delle azioni su uno spazio funzionale nella sezione "Rappresentazioni di {\displaystyle {\text{SL}}(2,\mathbb {C} )} e {\displaystyle {\mathfrak {sl}}(2,\mathbb {C} )}". I rappresentanti dell'inversione temporale e dell'inversione spaziale sono dati nella sezione "Inversione spaziale e temporale", completando così la teoria finito-dimensionale per il gruppo di Lorentz completo. Sono delineate le proprietà generali delle rappresentazioni (m,n). Viene considerata l'azione sugli spazi funzionali, con l'azione sulle armoniche sferiche e sulle P-funzioni di Riemann come esempi. Il caso infinito-dimensionale delle rappresentazioni unitarie irriducibili viene trattato per la serie principale di {\displaystyle {\text{SL}}(2,\mathbb {C} )} e per la serie complementare. Infine, viene data la formula di Plancherel per {\displaystyle {\text{SL}}(2,\mathbb {C} )}, e vengono classificate le rappresentazioni di SO(3, 1) e realizzati per le algebre di Lie.
Lo sviluppo della teoria delle rappresentazioni ha storicamente seguito lo sviluppo della più generale teoria delle rappresentazioni dei gruppi semisemplici, in larga parte dovuta a Élie Cartan e Hermann Weyl, ma il gruppo di Lorentz ha ricevuto particolari attenzioni per via della sua importanza in fisica. Notevoli contributori sono stati il fisico Eugene Wigner e il matematico Valentine Bargmann con il loro programma di Bargmann–Wigner, una conclusione del quale è, grossomodo, una classificazione di tutte le rappresentazioni unitarie del gruppo di Lorentz inomogeneo equivale a una classificazione di tutte le possibili equazioni relativistiche delle onde. La classificazione delle rappresentazioni infinito-dimensionali irriducibili del gruppo di Lorentz fu stabilita nel 1947 dall'allora dottorando in fisica teorica, Harish-Chandra, poi diventato matematico; il suo supervisore era Paul Dirac. La corrispondente classificazione per {\displaystyle \mathrm {SL} (2,\mathbb {C} )} fu pubblicata indipendentemente da Bargmann e da Israel Gelfand con Mark Naimark nello stesso anno.

## Applicazioni
Molte delle rappresentazioni, sia finito- sia infinito-dimensionali, sono importanti in fisica teorica. Le rappresentazioni appaiono nelle descrizioni dei campi in teoria classica dei campi, dove l'esempio più importante è il campo elettromagnetico, delle particelle in meccanica quantistica relativistica, nonché nelle descrizioni sia dei campi quantistici sia delle particelle nella teoria quantistica dei campi e di vari oggetti in teoria delle stringhe e oltre. La teoria delle rappresentazioni fornisce anche la base teorica per il concetto di spin. La teoria entra anche in relatività generale, in quelle regioni dello spaziotempo abbastanza piccole da poter essere descritte con la relatività ristretta.
Le rappresentazioni finito-dimensionali non unitarie e irriducibili, unitamente alle rappresentazioni infinito-dimensionali unitarie e irriducibili del gruppo di Lorentz inomogeneo, il gruppo di Poincaré, sono le rappresentazioni che hanno rilevanza fisica diretta.
Le rappresentazioni unitarie infinito-dimensionali del gruppo di Lorentz appaiono per restrizione delle rappresentazioni unitarie irriducibili del gruppo di Poincaré agenti sugli spazi di Hilbert della meccanica quantistica relativistica e della teoria quantistica dei campi. Ma queste sono anche di interesse matematico e potenzialmente di importanza fisica diretta in altri ruoli rispetto a quello di semplice restrizione. Ci sono teorie speculative, consistenti con la relatività e la meccanica quantistica, ma che non hanno trovato nessuna applicazione fisica.

### Teoria classica dei campi
Sebbene il campo elettromagnetico e il campo gravitazionale siano gli unici campi classici che forniscono descrizioni accurate della natura, anche altri tipi di campi classici sono importanti. Nell'approccio alla teoria quantistica dei campi (QFT) detto seconda quantizzazione, il punto di partenza è uno o più campi classici, dove ad esempio le funzioni d'onda che risolvono l'equazione di Dirac sono considerati come campi classici prima della (seconda) quantizzazione. Nonostante la seconda quantizzazione e il formalismo lagrangiano ad essa associato non è un aspetto fondamentale della QFT, finora tutte le teorie quantistiche dei campi sono state approcciate in questo modo, modello standard compreso. In questi casi, ci sono versioni classiche delle equazioni di campo che seguono dalle equazioni di Eulero-Lagrange ricavate dalla lagrangiana usando il principio di minima azione. Questi campi devono essere relativisticamente invarianti, e le loro soluzioni (che si qualificheranno come funzioni d'onda relativistiche) devono trasformarsi sotto una certa rappresentazione del gruppo di Lorentz.
L'azione del gruppo di Lorentz sullo spazio delle configurazioni dei campi (una configurazione dei campi è la storia spaziotemporale di una particolare soluzione, p. es. il campo elettromagnetico in tutto lo spazio e il tempo è una configurazione dei campi) assomiglia all'azione sugli spazi di Hilbert della meccanica quantistica, eccetto che le parentesi dei commutatori sono sostituite da parentesi di Poisson.

### Meccanica quantistica relativistica
Si fa la seguente definizione: Una funzione d'onda relativistica è un insieme di n  funzioni {\displaystyle \psi ^{\alpha }}che trasforma sotto un'arbitraria trasformazione di Lorentz propria Λ come
{\displaystyle \psi '^{\alpha }(x)=D{[\Lambda ]^{\alpha }}_{\beta }\psi ^{\beta }\left(\Lambda ^{-1}x\right),}
dove D[Λ] è una matrice n-dimensionale rappresentante di Λ appartenente a una qualche somma diretta delle (m, n)-rappresentazioni introdotte di seguito.
Le teorie di meccanica quantistica relativistica a una particella più utili (nessuna teoria di questo tipo è completamente consistente) sono l'equazione di Klein-Gordon e l'equazione di Dirac. Sono relativisticamente invarianti e le loro soluzioni trasformano sotto il gruppo di Lorentz rispettivamente come scalari ({\displaystyle (m,n)=(0,0)}) e bispinori ({\displaystyle (0,{\tfrac {1}{2}})\oplus ({\tfrac {1}{2}},0)}). Il campo elettromagnetico è una funzione d'onda relativistica secondo questa definizione, che trasforma sotto {\displaystyle (1,0)\oplus (0,1)}.
Le rappresentazioni infinito-dimensionali potrebbero essere usate nell'analisi dello scattering.

### Teoria quantistica dei campi
In teoria quantistica dei campi, la richiesta per l'invarianza relativistica entra, tra le altre cose nel fatto che la matrice S deve essere invariante di Poincaré. Questo ha l'implicazione che c'è una o più rappresentazioni infinito-dimensionali del gruppo di Lorentz agenti su uno spazio di Fock. Un modo per garantire l'esistenza di tali rappresentazioni è l'esistenza di una descrizione lagrangiana (con modesti requisiti, si veda il riferimento) del sistema usando il formalismo canonico, dal quale si potrebbe dedurre una realizzazione dei generatori.
Le trasformazioni degli operatori di campo illustrano il ruolo complementare giocato dalle rappresentazioni finito-dimensionali del gruppo di Lorentz e dalle rappresentazioni infinito-dimensionali del gruppo di Poincaré, a testimonianza del profondo legame tra fisica e matematica. Per illustrare il fatto, si consideri la definizione di un operatore di campo a n componenti: Un operatore di campo relativistico è un insieme di n funzioni a valori operatoriali sullo spaziotempo che trasforma sotto trasformazioni di Poincaré proprie (Λ, a) secondo
{\displaystyle \Psi ^{\alpha }(x)\to \Psi '^{\alpha }(x')=U[\Lambda ,a]\Psi ^{\alpha }(x)U^{-1}\left[\Lambda ,a\right]=D{\left[\Lambda ^{-1}\right]^{\alpha }}_{\beta }\Psi ^{\beta }(\Lambda x+a)}
dove U[Λ, a] è l'operatore unitario che rappresenta (Λ, a) sullo spazio di Hilbert dove è definita Ψ e D è una rappresentazione n-dimensionale del gruppo di Lorentz. La regola di trasformazione è il secondo assioma di Wightman della teoria quantistica dei campi.
Considerando i vincoli differenziali a cui è soggetto l'operatore di campo al fine di descrivere una singola particella con massa e spin (o elicità) definiti. si deduce che(eq. X1)
{\displaystyle \Psi ^{\alpha }(x)=\sum _{\sigma }\int dp\left(a(\mathbf {p} ,\sigma )u^{\alpha }(\mathbf {p} ,\sigma )e^{ip\cdot x}+a^{\dagger }(\mathbf {p} ,\sigma )v^{\alpha }(\mathbf {p} ,\sigma )e^{-ip\cdot x}\right),}
dove {\displaystyle a^{\dagger }}, e {\displaystyle a} vengono interpretati come operatori di creazione e distruzione rispettivamente. L'operatore di creazione trasforma secondo
{\displaystyle a^{\dagger }(\mathbf {p} ,\sigma )\rightarrow a'^{\dagger }\left(\mathbf {p} ',\sigma \right)=U[\Lambda ]a^{\dagger }(\mathbf {p} ,\sigma )U\left[\Lambda ^{-1}\right]=a^{\dagger }(\Lambda \mathbf {p} ,\rho )D^{(s)}{\left[R(\Lambda ,\mathbf {p} )^{-1}\right]^{\rho }}_{\sigma },}
e similmente per l'operatore di distruzione. Si noti che l'operatore di campo trasforma secondo una rappresentazione non unitaria del gruppo di Lorentz, mentre l'operatore di creazione trasforma sotto la rappresentazione unitaria infinito-dimensionale del gruppo di Poincaré caratterizzata dalla massa e dallo spin (m, s) della particella. La connessione tra i due sono le funzioni d'onda, anche dette funzioni coefficienti
{\displaystyle u^{\alpha }(\mathbf {p} ,\sigma )e^{ip\cdot x},\quad v^{\alpha }(\mathbf {p} ,\sigma )e^{-ip\cdot x}}
che portano entrambi sia gli indici (x, α) su cui agiscono le trasformazioni di Lorentz sia gli indici (p, σ) su cui agiscono le trasformazioni di Poincaré. Questo fatto potrebbe essere chiamato la connessione Lorentz–Poincaré. Per mostrare la connessione, si faccia una trasformazione di Lorentz ad ambo i membri dell'equazione (X1), portando a
{\displaystyle {D[\Lambda ]^{\alpha }}_{\alpha '}u^{\alpha '}(\mathbf {p} ,\lambda )={D^{(s)}[R(\Lambda ,\mathbf {p} )]^{\lambda '}}_{\lambda }u^{\alpha }\left(\Lambda \mathbf {p} ,\lambda '\right),}
dove D è un rappresentante non unitario della matrice di Lorentz Λ e D(s) è un rappresentante unitario della cosiddetta rotazione di Wigner R associata a Λ e p che deriva dalla rappresentazione del gruppo di Poincaré, e s è lo spin della particella.
Tutte le formule sopra, compresa la definizione dell'operatore di campo in termini di operatori di creazione e distruzione, nonché le equazioni differenziali soddisfatte dall'operatore di campo per una particella con massa e spin specifici, e la (m, n)-rappresentazione sotto la quale dovrebbe trasformare, e anche quella della funzione d'onda, possono essere ricavate da considerazioni della teoria dei gruppi una volta che è dato il quadro della meccanica quantistica e della relatività ristretta.

### Esplicative
1. ↑  Weinberg 2002, Equazioni 5.1.4–5. Weinberg deduce la necessità di operatori di creazione e distruzione da un'altra considerazione, il principio della decomposizione in cluster, cfr. Weinberg 2002, Capitolo 4

### Bibliografiche
1. ↑  Tung 1985, Definizione 10.11.
2. ↑  Greiner e Müller 1994, Capitolo 1.
3. ↑  Greiner e Müller 1994, Capitolo 2.
4. ↑  Tung 1985, p. 203.
5. ↑  Delbourgo, Salam e Strathdee 1967.
6. ↑  Weinberg 2002, Sezione 3.3.
7. ↑  Weinberg 2002, Sezione 7.4.
8. 1 2  Tung 1985, Equazione 10.5–18.
9. ↑  Weinberg 2002, Equazioni 5.1.11–12.
10. ↑  Tung 1985, Sezione 10.5.3.